# Serra d'en Ribes
La Serra d'en Ribes és una serra situada al municipi d'Abrera a la comarca del Baix Llobregat, amb una elevació màxima de 243 metres.